# Grotte du Cantal
La grotte du Cantal est une grotte ornée préhistorique située dans le département du Lot, située sur le territoire de la commune de Cabrerets. Elle se trouve en rive gauche du Célé, en amont de Cabrerets, à 300 m environ du pont permettant de rejoindre le hameau de Cornu, au lieu-dit le Verdié, en face de la plage du Cantal et du cuzoul de Mélanie.
La grotte appartient à la commune et n'est pas visitable.

## Historique
La grotte du Cantal est décorée de peintures qui ont été découvertes par l'abbé Lemozi, en 1920. L'abbé Breuil et Raymond Vaufrey ont visité la grotte en 1923 et ont déclaré authentiques les peintures découvertes par l'abbé Lemozi.
La grotte a été inscrite au titre des monuments historiques le 9 février 1993.

## Description physique
La grotte du Cantal a été creusée par le Célé. Elle mesure 166 mètres de long puis se poursuit par une galerie. Il est possible qu'elle soit en liaison avec l'« igue de Conté ». La grotte du Cantal 
se présente sous la forme d'une galerie de 3,50 m de largeur et de 3 m de hauteur en moyenne, sauf près de l'entrée où la hauteur atteint 4,50 m. La grotte peut se transformer en lit de rivière. Cette grotte pouvant être occupée par l'eau, la présence humaine n'a pu être que temporaire.

## Les œuvres
On trouve les premières traces de peintures préhistoriques à 90 m de l'entrée, à 3 m au-dessus du sol représentant un bovidé et un cervidé. Elles sont entourées d'autres lignes peintes et des points.
20 mètres au-delà de ce groupe se trouve sur le plafond une grande pastille rouge rappelant celle qui se trouve à la grotte de Pech Merle. 
Pou l'abbé Breuil, ces peintures rouges représentant un bovidé et un cervidé doivent remonter au Magdalénien VI.